# Taksówki znad Marny

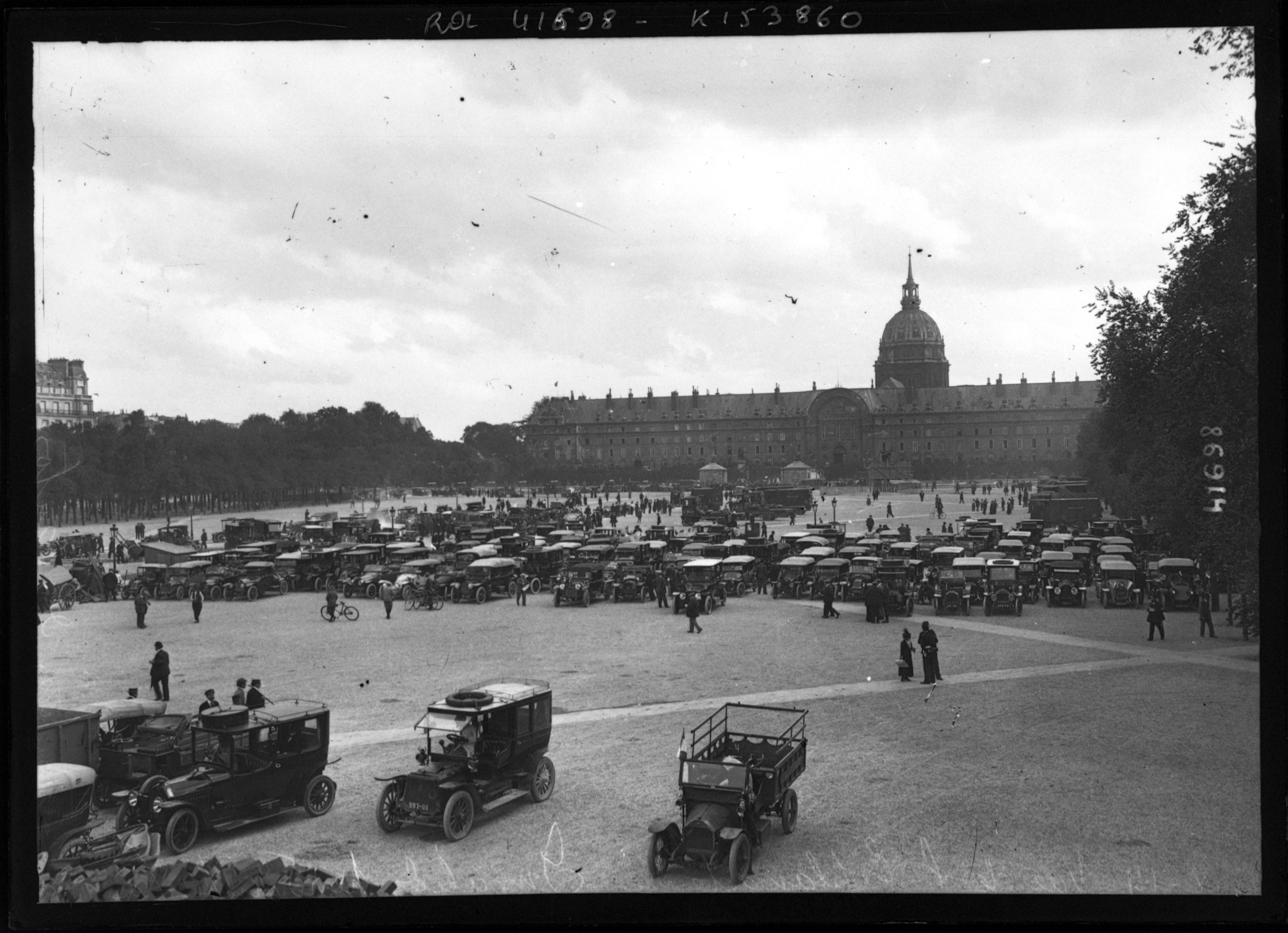
Taksówki zebrane na placu Esplanade des Invalides, 5 września 1914

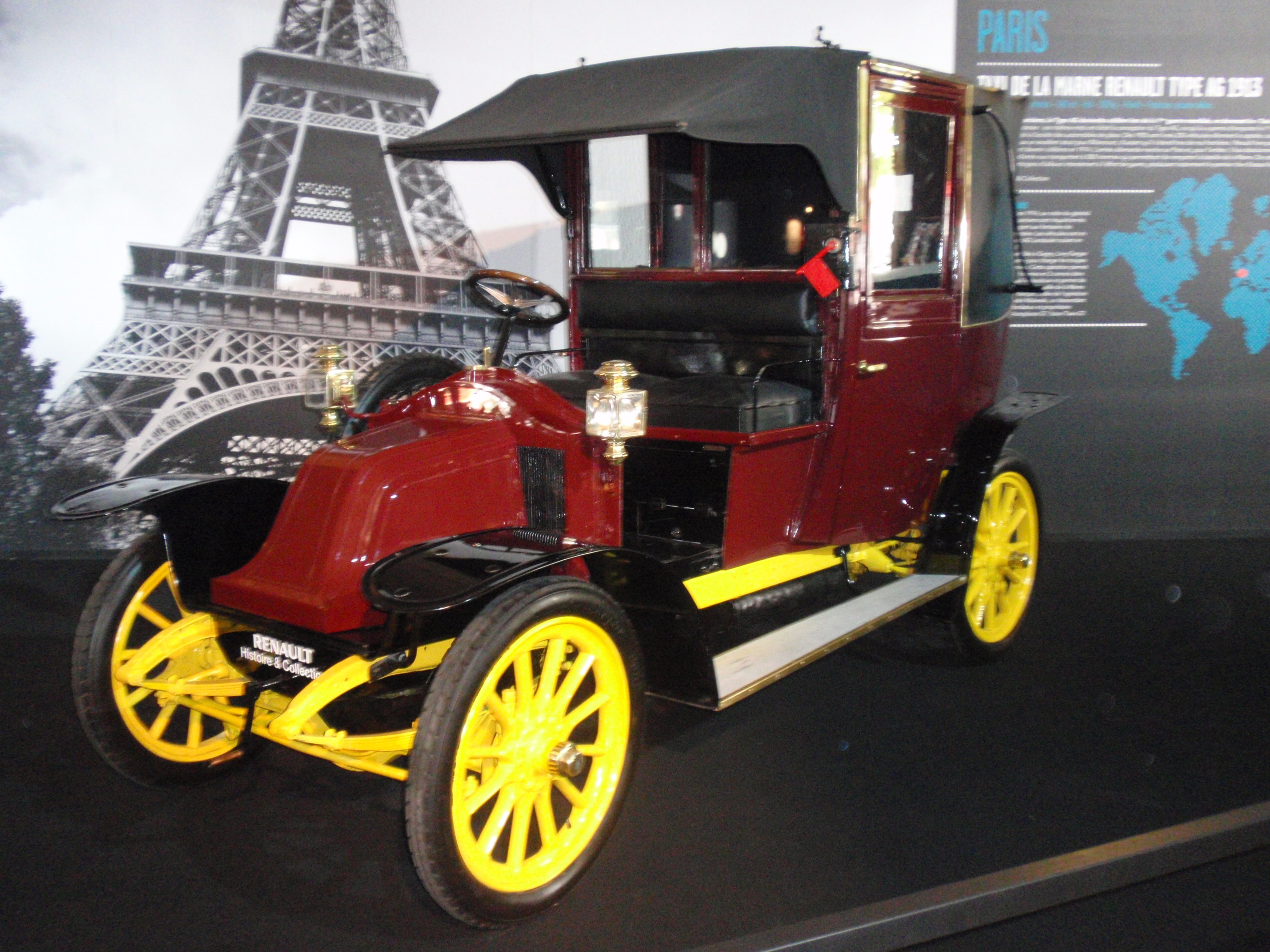
Taksówka Renault Type AG-1 wykorzystana do przewozu żołnierzy

Taksówki znad Marny (fr. taxis de la Marne) – taksówki Renault, które w pierwszych dniach września 1914 dostarczyły francuskich żołnierzy na front I wojny światowej.

## Historia
W lipcu 1914 wybuchła I wojna światowa. Na początku września na froncie zachodnim lewe skrzydło armii francuskiej wycofało się w obliczu ataku wojsk niemieckich, na prawym skrzydle sytuacja stała się natomiast krytyczna, Paryż był zagrożony bowiem wkroczeniem Niemców. 5 września naczelny wódz Francuskich Sił Zbrojnych generał Joseph Joffre rozpoczął kontratak, który przeszedł do historii jako bitwa nad Marną.
W celu wzmocnienia oddziałów francuskiego lewego skrzydła (6 Armii pod dowództwem generała Maunoury’ego) wojskowy gubernator Paryża, generał Joseph Gallieni, 5 września 1914 wpadł na pomysł wykorzystania paryskich taksówek w celu jak najszybszego dostarczenia żołnierzy na front. Gwardia Republikańska i policjanci zarekwirowali taksówki na ulicach stolicy Francji. O godzinie 22:00 na placu Esplanade des Invalides zebrało się 630 pojazdów, a następnie przejechały przez Paryż, by zabrać żołnierzy 103. i 104. Pułku Piechoty. Do każdego samochodu wsiadło czterech lub pięciu żołnierzy, których przewieziono do dwóch miejscowości w Pikardii: Nanteuil-le-Haudouin i Silly-le-Long, blisko strefy walk. Wynajęcie taksówek kosztowało rząd francuski 70 000 franków, co było wartością 12 nowych samochodów Renault.
Przewiezienie żołnierzy dwóch pułków (około 3000 ludzi) taksówkami było skromnym wkładem, biorąc pod uwagę skalę toczącej się bitwy; większość żołnierzy dotarła na front pociągami. „Taksówki znad Marny” symbolizują francuską determinację, by powstrzymać niemieckie natarcie.